# Кашинський Іван Григорович
Кашинський Іван Григорович (Кащинський) (нар. 1770, Васильків Київської сотні Київського полку — 1846, невідомо) — доктор медицини й хірургії, гоф-медик, кореспондент Санкт-Петербурзької медико-хірургічної академії. Народився в сім'ї священика Васильківської Покровської церкви Григорія Кащинського.

## Кар'єра
З 19 вересня 1783 вчився в Києво-Могилянській академії. 1789—1790 навчальні роки був студентом класу риторики. 1793, після закінчення філософського класу, вступив до Санкт-Петербурзького медико-хірургічного училища при Генеральному сухопутному госпіталі. 1797 закінчив училище кандидатом медицини і хірургії і став палатним ординатором Санкт-Петербурзького Генерального сухопутного госпіталю. 1798 дістав звання лікаря 1-го класу і став лікарем у пологовому відділенні виховного дому в Санкт-Петербурзі. Після повернення з відрядження у Ліфляндію (1799) призначений лікарем Державного училища земляного будівництва. 1802 працював у Новому Осколі, 1803 — штаб-лікар Московського військового госпіталю. 1806 — лікар лейбгвардії Ізмайловського полку, який брав участь у воєнних діях проти французької армії (1806—1807). 1807 — лікар Преображенського полку, 1808 — лікар 5-ї піхотної дивізії. Брав участь у Французько-російській війні 1812—1815, отримав чин надворного радника. 1815 через хворобу перейшов на посаду професора до Санкт-Петербурзької Академії мистецтв. 10 травня 1816 за наукові праці й проведення операцій у бойових умовах дістав звання доктора медицини й хірургії. У 1817—1821 — гоф-медик, а 1824—1831 — інспектор Тамбовської тимчасової лікарської управи.

## Публікації
Кашинський — автор перекладів з німецької та латинської мов, а також оригінальних праць з медицини. 1790 видав у Санкт-Петербурзі роботу В. Ріхтера «Полная диэтика». 1799 переклав з латинської мови і видав у Санкт-Петербурзі твір Й. Я. Пленка «Избранные предметы к судебной медицине относящиеся», яку доповнив сотнею додатків. Із власними додатками видав також переклад з німецької мови «Домашней аптеки» (СПб., 1842). Автор капітальної праці «Краткая медико-хирургическая материя медика, или Наука о лекарствах, кои обыкновенно употребляются для врачевания внутренних и наружных болезней человеческого тела, выбранные из лучших писателей врачебного веществословия», ч.1-2, у якій подано класифікацію, опис фізико-хімічних властивостей та способи вживання понад 400 лікарських препаратів. Ця праця, видана Сснкт-Петербурзькою АН, була одним із найкращих підручників «матерії медики» того часу. Кашинський довів можливість лікування сечокам'яної хвороби за допомогою мінеральних вод, за що дістав 1803 звання штаб-лікаря. Свої думки про лікування мінеральними водами виклав у роботі «Способ составлять минеральные целительные воды», яка отримала премію і була видана казенним коштом.
Кашинський захоплювався повітроплаванням. Був одним з перших у Російській імперії, хто здійснив політ на повітряній кулі (24.09.1805, 1.10.1805).